# كاثرين جونسون (لاعبة هوكي الحقل)
كاثرين جونسون هي لاعب هوكي الحقل كندية، ولدت في 9 سبتمبر 1963.

## وصلات خارجية
- كاثرين جونسون على موقع أوليمبيديا (الإنجليزية)